# 마산향교
마산향교는 마산합포구 진동면의 향교이다. 진해향교 공자 위패 매안지 비석이 있다. 1993년에 창원군향교로 재건하여, 도농복합시 실시로 창원군의 동부지역이 마산시로 편입되자 마산향교로 고쳤다.
진해구에는 웅천향교가 있었다.